# Мастерсон, Мэри Стюарт
Мэ́ри Стюа́рт Ма́стерсон (англ. Mary Stuart Masterson; род. 28 июня 1966, Нью-Йорк, США) — американская актриса, режиссёр, сценарист и продюсер.

## Карьера
Мэри Стюарт Мастерсон снялась в трех десятках полнометражных фильмов на протяжении своей карьеры и добилась наибольшего успеха в конце восьмидесятых-начале девяностых благодаря ролям в картинах «Помогите нам, небеса» (1985), «Нечто замечательное» (1987), «Шансы есть» (1989), «Узы родства» (1989) и «Жареные зелёные помидоры», самой успешной лентой с участием актрисы.
Мастерсон дебютировала в восьмилетнем возрасте в картине «Степфордские жёны» (1975), где снимался её отец Питер Мастерсон. Также она известна по главной женской роли в романтической комедии 1993 года «Бенни и Джун» с Джонни Деппом и подруги Мэделин Стоу в вестерне «Плохие девчонки» (1994). Кроме этого она снялась с Кристианом Слейтером в мелодраме 1996 года «Постель из роз» и появилась в ряде независимых и коммерчески провальных фильмов в конце девяностых.

## Личная жизнь
В 1990—1992 года Мэри была замужем за Джорджом Карлом Франциско.
В 2000—2004 года Мэри была замужем за режиссёром, оператором, сценаристом, продюсером и музыкантом Деймоном Сантостефано.
С 2006 года Мэри замужем в третий раз за актёром Джереми Дэвидсоном. У супругов есть четверо детей: сын Финеас Дэвидсон (род.11.10.2009), сын и дочь-близнецы — Уайлдер Дэвидсон и Клио Дэвидсон (род. в августе 2011) и ещё один сын (род. в октябре 2012).